# Lâm Ti Phông
Lâm Ti Phông (sinh ngày 1 tháng 2 năm 1996) là một cầu thủ bóng đá chuyên nghiệp người Việt Nam chơi ở vị trí tiền vệ cánh cho câu lạc bộ Thép Xanh Nam Định.

## Sự nghiệp
Ngày 29 tháng 12 năm 2022, Lâm Ti Phông chính thức chia tay Thành phố Hồ Chí Minh sau 3 mùa giải gắn bó để gia nhập Đông Á Thanh Hóa.

## Đời tư
Lâm Ti Phông được đặt tên theo tên của danh thủ bóng đá Thái Lan Natipong Sritong-In.

## Thành tích

### Câu lạc bộ
Đông Á Thanh Hoá
- Cúp quốc gia:

 Vô địch: 2023
- Siêu cúp quốc gia:

 Vô địch: 2023